# Chuí
Chuí egy község (município) Brazíliában, Rio Grande do Sul állam déli szélén. A község székhelye, Chuí az állam és egyben Brazília legdélibb városa, és határos az uruguayi Chuy-jal. 2021-ben a község népességét 6832 főre becsülték.

## Elnevezése
A brazil–uruguayi határon folyó, rövid Chuí-patak (spanyolul Chuy) után nevezték el.
A portugál do Oiapoque ao Chuí kifejezés jelentése „északtól délig”, vagyis „az egész ország(ban)”, és a kontinentális Brazília két szélsőséges pontjára, az északi Oiapoque és a déli Chuí torkolataira utal.

## Története
A környék azon a területen található, melynek tulajdonjogát a spanyolok és a portugálok a 19. század közepéig vitatták. Spanyolország ragaszkodott az 1494-es tordesillasi szerződésnek megfelelő felosztáshoz, míg Portugália ki akarta terjeszteni szarvasmarha-kereskedelmét az egész ún. Platina-régióra (região América Platina, vagyis a Río de la Plata medencéje). A portugálok 1680-ban egészen a Río de la Plata torkolatáig nyomultak, ahol megalapították Colônia do Sacramentót, Buenos Airesszel szemben. 1737-ben megalapították Rio Grandet, ahonnan Colônia do Sacramento védelmét és a szarvasmarha-kereskedelem folyamatosságát kívánták biztosítani. Ezután nem sokkal egy katonai őrhelyet alapítottak a Chuí-patak partján, amely körül később kialakult Chuí települése.
1777-ben a spanyolok elfoglalták Colônia do Sacramentót, melyet aztán a San Ildefonso-i szerződés nekik ítélt. A szerződés a Taim és a Chuí-patak közötti területet (kb. a jelenlegi Santa Vitória do Palmar területét) amolyan senkiföldjének nyilvánította (Campos Neutrais), melyet egyik hatalom sem foglalhat el, azonban ezt a portugálok nem tartották be, és hamarosan földadományokat (sesmaria) kezdtek osztani a telepeseknek. 1821-ben a portugálok elfoglalták a mai Uruguay egy részét (Banda Oriental), és Província Cisplatina néven bekebelezték. Ezután következett az argentin–brazil háború (Guerra da Cisplatina), mely során 1828-ban Uruguay kivívta függetlenségét, de a határvitákat csak 1851-ben zárták le.
A harcok alkalmával Chuí számos alkalommal elpusztult, majd újjáépült. 1939-ben Santa Vitória do Palmar kerületévé nyilvánították, melyből 1995-ben kivált, és 1997-ben független községgé alakult.

## Leírása
Székhelye Chuí, további kerületei nincsenek. Községközpontja az állam és egyben Brazília legdélibb városa. Megjegyzendő, hogy Brazília legdélibb pontja (Praia da Barra do Chuí) nem Chuí községben van, hanem Santa Vitória do Palmar községben.
A Brazília és Uruguay közötti határt részben a Chuí-patak képezi, de ez csak kb. 15 kilométer hosszú; a határ fennmaradó része a Ruta 19 út mentén húzódik. A brazil Chuí és az uruguayi Chuy voltaképpen egy városnak tekinthető, az országhatárt a főutca képezi. Chuí és Chuy gazdasági és kulturális fejlődése mindig is összekapcsolódott egymáséval.